# Perkele
Perkele, originalmente, en la mitología finlandesa, era el dios del trueno, que también recibía el apelativo de Ukko, («hombre viejo»). El nombre Perkele deriva, originalmente, de culturas indoeuropeas, relacionadas con los dioses: (Pērkons) en Letonia, (Perkūnas) en Lituania, (Percunis) en Prusia, (Perkun o Perun, o incluso, Perkwunos) en Polonia y en Eslovenia (Parkelj).

## Imprecación
El uso como imprecación se establece durante el advenimiento del cristianismo; los sacerdotes le asignaron a Perkele ser uno de los muchos nombres de Satán, generando así una connotación negativa en la imagen del dios pagano y dando origen, así, a una palabra de blasfemia. Hoy, la expresión «perkele» es uno de los vocablos expletivos más comunes en la lengua finesa.
La palabra también ocupa un papel especial de consolidación de la identidad nacional finlandesa cuando se utiliza, cuidadosamente, en ocasiones de determinación excepcional y relacionadas con el trabajo esforzado o duro.